# Universal Rocket
Universal Rocket hoặc dòng tên lửa UR là một dòng tên lửa ICBM và tên lửa đẩy do Liên Xô thiết kế và phát triển, hiện nay Nga vẫn còn sử dụng tên lửa đẩy Proton được phát triển từ tên lửa UR-500 và tên lửa ICBM UR-100. Tên lửa được chế tạo tại Trung tâm nghiên cứu và chế tạo Khrunichev.

## UR-100
Tên lửa UR-100 cùng với các phiên bản của nó (như UR-100N) là những ICBM cỡ nhỏ tiêu chuẩn được Liên Xô phát triển và trang bị trong Chiến tranh Lạnh. Chỉ có UR-100N (NATO: SS-19 Stiletto) vẫn còn trong trang bị của quân đội Nga, với khoảng 20–30 tên lửa. Tên lửa đẩy Strela và Rokot được thiết kế dựa trên tên lửa UR-100N. Quân đội Nga hiện có ý định trang bị cho UR-100N phương tiện bay dạng tàu lượn siêu vượt âm Avangard.

## UR-200
Tên lửa UR-200 dự kiến sẽ trở thành ICBM cỡ lớn hơn, có thể sử dụng như một tên lửa mang. Đã thực hiện 9 cuộc phóng thử nghiệm từ ngày 4/11/1963 đến 20/10/1964, trước khi chương trình bị hủy bỏ do quân đội Liên Xô lựa chọn đưa vào trang bị tên lửa R-36 do Mikhail Yangel thiết kế cùng với tên lửa đẩy Tsyklon dựa trên nó.

## UR-500
Tên lửa UR-500 được thiết kế là một ICBM hạng nặng, với tải trọng đủ để đưa Tsar Bomba với đương lượng nổ 50-100 megaton đến mục tiêu. Do áp lực từ Khrushchev, tên lửa UR-500 được chuyển đổi thành tên lửa đẩy, và đổi tên thành tên lửa Proton, nó vẫn còn hoạt động đến năm 2020.

## UR-700

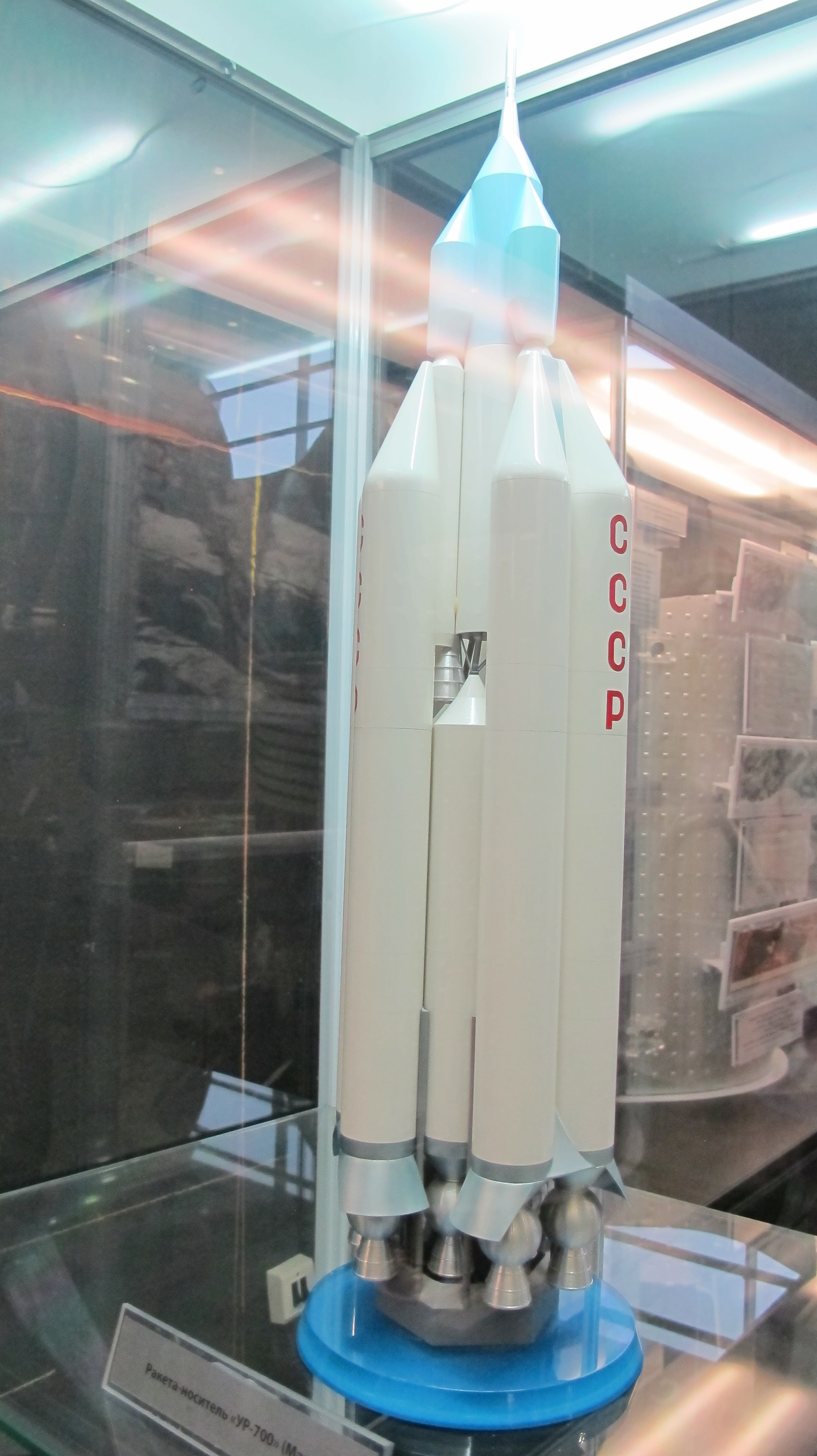
UR-700

Tên lửa đẩy hạng nặng UR-700 là một bản thiết kế của Vladimir Chelomei dành cho chương trình đưa người lên Mặt trăng của Liên Xô. Nó có khả năng thực hiện sứ mệnh đưa các nhà du hành bay vòng quanh Mặt trăng bằng tàu vũ trụ LK-1. Tuy nhiên, giới lãnh đạo Liên Xô đã lựa chọn tên lửa đẩy N1 của Sergei Korolev và module L3 gồm tàu chỉ huy Soyuz 7K-LOK và tàu đổ bộ LK để thực hiện sứ mệnh này, và tên lửa UR-700 không bao giờ được đưa vào chế tạo. Theo thiết kế, UR-700 có khả năng mang tải trọng lên tới 151 tấn lên quỹ đạo Trái đất tầm thấp. Sau này, quá trình phóng thử nghiệm của tên lửa N1 liên tục gặp trục trặc, nên Chelomey tiếp tục đưa ra đề xuất sử dụng tên lửa đẩy UR-700 cùng với module LK-700 thực hiện chuyến bay đưa 3 phi hành gia bay thẳng từ Trái đất để đáp lên Mặt trăng, thiết kế của Chelomey đơn giản, các bộ phận tên lửa đều sẽ được lắp ráp và kiểm tra tại nhà máy đặt tại Moskva trước khi vận chuyển ra bãi phóng bằng tàu hỏa (không giống như N1 rất phức tạp và nhiều lỗi, không được kiểm tra đầy đủ trước khi phóng dẫn đến thất bại trong cả 4 lần phóng thử nghiệm). Tuy nhiên, chương trình đưa người lên Mặt trăng của Liên Xô đã bị hủy bỏ sau đó. Bản thân trong quá trình thiết kế UR-700 và LK-700, Chelomey cũng không nhận được sự đầu tư nhiều như phòng thiết kế OKB-1 của Korolev với tên lửa N1. Thậm chí Chelomey đã nghĩ tới việc đưa lên Mặt trăng các trạm thám hiểm Mặt trăng bằng tên lửa UR-700 của mình.
Một điểm thiết kế đặc biệt của tên lửa UR-700 là động cơ tên lửa ở tầng đẩy I được nạp nhiên liệu và chất ô xy hóa từ bể chứa trong tầng đẩy phụ gắn bên ngoài trong suốt giai đoạn đầu lúc cất cánh. Điều này khiến cho khi tầng đẩy phụ đã cạn kiệt nhiên liệu và được tách ra, tầng đẩy trung tâm của tên lửa vẫn còn đầy nhiên liệu, do đó làm giảm tải trọng vô ích và tăng khả năng mang tải trọng của tên lửa đẩy.
Thất bại trong cuộc chạy đua đưa người lên Mặt trăng, Liên Xô hướng tới mục tiêu tham vọng hơn là đưa người lên sao Hỏa. Một phiên bản tên lửa đẩy hạt nhân cũng được cân nhắc tới, với tên gọi là UR-700M được thiết kế với khả năng mang được tải trọng lên tới 750 tấn (1,650,000 lb) lên quỹ đạo LEO và được sử dụng để lắp ghép tàu vũ trụ MK-700 có khối lượng 1400 tấn (3,000,000 lb) trong quỹ đạo Trái đất, bằng 2 lần phóng tên lửa đẩy.

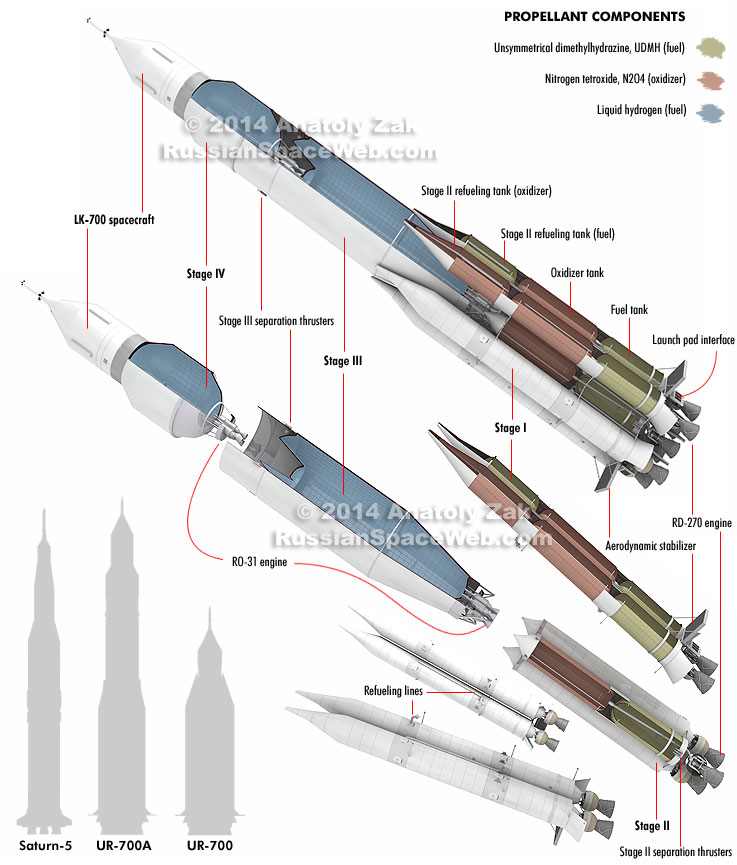
Tên lửa UR-700 và so sánh kích thước giữa tên lửa Saturn V, UR-700A và UR-700

## UR-900
Tên lửa UR-900 là một tên lửa đẩy hạng siêu nặng được thiết kế cho các sứ mệnh đưa người lên các hành tinh khác, đặc biệt là sao Hỏa. Thiết kế được đưa ra vào năm 1969, nó sẽ có 15 động cơ RD-270 tại tầng đẩy 1 và 2. Tầng đẩy 3 và 4 sẽ được dựa trên tên lửa UR-500. Tên lửa UR-900 sẽ có chiều cao 295 feet, lực đẩy cất cánh đạt 21,132,000 lbf, và có khả năng mang tải trọng 240 tấn vào quỹ đạo Trái đất tầm thấp. Giống như UR-700, dự án chỉ dừng ở bản thiết kế trên giấy.